# Saison 5 de Homeland
Chronologie
Saison 4 Saison 6
Cet article présente les épisodes de la cinquième saison de la série télévisée américaine Homeland.

## Synopsis
Deux ans et demi ont passé depuis que Carrie Mathison a quitté la CIA, elle vit désormais à Berlin avec sa fille et travaille pour un riche philanthrope œuvrant pour les réfugiés de la guerre contre l'État islamique. Mais son passé va la rattraper. Une fuite de dossier de la CIA à Berlin provoque la venue de Saul Berenson, ce qui va à nouveau bouleverser sa vie.

## Distribution

### Acteurs principaux
- Claire Danes (VF : Caroline Victoria) : Carrie Mathison
- Mandy Patinkin (VF : Michel Papineschi): Saul Berenson
- Rupert Friend (VF : Taric Méhani) : Peter Quinn
- F. Murray Abraham (VF : Pierre Dourlens) : Dar Adal
- Sebastian Koch (VF : Bernard Gabay) : Otto Düring[1]
- Miranda Otto (VF : Marie-Frédérique Habert) : Allison Carr[1]
- Alexander Fehling (VF : Rémi Bichet) : Jonas Hollander[1]
- Sarah Sokolovic (VF : Jessica Monceau) : Laura Sutton[1]

### Acteurs récurrents
- Atheer Adel (VF : Thibaut Belfodil) : Numan
- Sven Schelker (VF : Benjamin Bollen) : Korzenik
- Micah Hauptman (en) (VF : Thierry Gondet) : Mills
- Nina Hoss (VF : Rafaèle Moutier) : Astrid
- Sebastian Hülk (VF : Erwan Tostain) : Hans Podolski
- Martin Wuttke (VF : Philippe Duschenay) : Officier Adler
- Mark Ivanir (VF : Serge Faliu) : Ivan Krupin[2]
- Allan Corduner (VF : Olivier Cordina) : Etai Luskin
- Mehdi Nebbou (VF : Eric Marchal) : Hussein

### Invités
- Max Beesley (VF : Xavier Béjà) : Mike Brown[3] (épisode 2)

## Production

### Tournage
Le tournage a débuté au début juin 2015 au Studio Babelsberg à Berlin.

### Diffusions
La série est diffusée à partir du 4 octobre 2015 sur Showtime, aux États-Unis et simultanément sur Super Channel au Canada.

## Liste des épisodes

### Épisode 1:Exil
- États-Unis : 4 octobre 2015 sur Showtime[5]
- France : 4 février 2016 sur Canal+[6] (en VF)
- Québec : 3 juin 2016 sur Télé-Québec[7]

- États-Unis : 1,663 million de téléspectateurs[8] (première diffusion)

### Épisode 2:Hospitalité monnayée
- États-Unis : 11 octobre 2015 sur Showtime
- France : 4 février 2016 sur Canal+[6] (En VF)
- Québec : 10 juin 2016 sur Télé-Québec

- États-Unis : 1,396 million de téléspectateurs[9] (première diffusion)

### Épisode 3:Esprit éclairé
- États-Unis : 18 octobre 2015 sur Showtime
- France : 11 février 2016 sur Canal+[10] (en VF)
- Québec : 17 juin 2016 sur Télé-Québec

- États-Unis : 1,106 million de téléspectateurs[11] (première diffusion)

### Épisode 4:Infiltration
- États-Unis : 25 octobre 2015 sur Showtime
- France : 11 février 2016 sur Canal+[10] (en VF)
- Québec : 24 juin 2016 sur Télé-Québec

- États-Unis : 1,63 million de téléspectateurs[12] (première diffusion)

### Épisode 5:Trahison
- États-Unis : 1er novembre 2015 sur Showtime
- France : 18 février 2016 sur Canal+[13] (en VF)
- Québec : 1er juillet 2016 sur Télé-Québec

- États-Unis : 1,304 million de téléspectateurs[14] (première diffusion)

### Épisode 6:Entre chien et loup
- États-Unis : 8 novembre 2015 sur Showtime
- France : 18 février 2016 sur Canal+[13] (en VF)
- Québec : 8 juillet 2016 sur Télé-Québec

- États-Unis : 1,35 million de téléspectateurs[15] (première diffusion)

### Épisode 7:Un revenant
- États-Unis : 15 novembre 2015 sur Showtime
- Québec : 15 juillet 2016 sur Télé-Québec

- États-Unis : 1,348 million de téléspectateurs[16] (première diffusion)

### Épisode 8:Souvenir de Bagdad
- États-Unis : 22 novembre 2015 sur Showtime
- Québec : 22 juillet 2016 sur Télé-Québec

- États-Unis : 1,468 million de téléspectateurs[17] (première diffusion)

### Épisode 9:Surveillance rapprochée
- États-Unis : 29 novembre 2015 sur Showtime
- Québec : 29 juillet 2016 sur Télé-Québec

- États-Unis : 1,42 million de téléspectateurs[18] (première diffusion)

Carrie, Saul et la police allemande montent une opération secrète pour prouver la trahison d'Allison. Après l'échec de la première tentative, Astrid reprend contact avec Allison. Elle lui explique qu'un transfuge russe s'apprête à passer à l'ouest et qu'il possède des documents qui furent volés à la station CIA de Berlin. Cette fois, Allison mord à l'hameçon et court se réfugier dans une planque russe. Elle et les russes sont arrêtés. 

### Épisode 10:Nouvelle Donne
- États-Unis : 6 décembre 2015 sur Showtime
- Québec : 5 août 2016 sur Télé-Québec

- États-Unis : 1,74 million de téléspectateurs[19] (première diffusion)

### Épisode 11:État d'urgence
- États-Unis : 13 décembre 2015 sur Showtime
- Québec : 12 août 2016 sur Télé-Québec

- États-Unis : 1,837 million de téléspectateurs[20] (première diffusion)

### Épisode 12:Fausse Lueur
- États-Unis : 20 décembre 2015 sur Showtime
- Québec : 19 août 2016 sur Télé-Québec

- États-Unis : 2,073 millions de téléspectateurs[21] (première diffusion)